# Svinná (tvrz)
Svinná (též Starý zámek) je tvrz ve stejnojmenné vesnici u Hlohovic v okrese Rokycany. Byla založena snad již ve čtrnáctém století, ale dochovaná podoba pochází zejména ze století šestnáctého a pozdějších úprav. Budova tvrze je chráněná jako kulturní památka.

## Historie
První písemná zmínka o vesnici pochází z roku 1335. Během čtrnáctého a patnáctého století byla rozdělena mezi několik majitelů. Patřili mezi ně například Jan, který byl v roce 1411 purkrabím na Krašově, nebo Rous ze Svinné připomínaný v roce 1422 jako jeden z obránců Karlštejna během jeho obléhání vojskem Pražanů. Snad již tehdy zde stála gotická tvrz.
Na počátku šestnáctého století část vesnice patřila Janu Slajborovi, který zemřel před rokem 1522. Nejstarší zmínka o tvrzi je z roku 1519, kdy ji Burjan z Vahanče, Lvík z Řenče a Hynek Šic z Drahenic prodali Petru Levhartovi z Vidžína. Tomu patřila až do smrti v roce 1545, kdy ji zdědila vdova Eliška z Hřešihlav. Po ní měla tvrz zdědit její dcera Johanka provdaná za Petra Žďárského z Chrástu. Když však zemřel její manžel i syn, zůstala duševně nezpůsobilá Johanka pod opatrováním své dcery, která se provdala za Burjana z Běšin. Některý z příslušníků jeho rodu nechal ve druhé polovině šestnáctého století přestavět starou tvrz v renesančním slohu.
Po roce 1573 tak Svinnou zdědili synové Burjana z Běšin. Jan a Petr z Běšin ji nejprve spravovali společně. Roku 1584 se však Petr z Běšin uvádí jako jediný majitel. V roce 1609 tvrz patřila jeho synům Petru Levhartovi a Václavu Jindřichovi z Běšin. Společně zdědili ještě zámek Hřešihlavy, takže se o majetek rozdělili tak, že Petr Levhart dostal Svinnou. Roku 1626 zemřel bez mužských dědiců, a jeho statek převzal bratr Václav Jindřich. Poslední majitelkou z rodu Běšinů z Běšin se stala Sibila Dýmová z Běšin, která tvrz roku 1650 prodala Alžbětě Baulerové z Hornfelsu. Její potomci na ní žili až do osmnáctého století, v jehož poslední čtvrtině byla budova rozšířena o schodišťový přístavek. Roku 1757 Svinnou koupil Alexandr Jan z Ledebouru a připojil ji k liblínskému panství. Koncem osmnáctého století byl v sousedství tvrze postaven Nový zámek a budova tvrze sloužila už jen k hospodářským účelům. Po roce 1945 ji využívalo jednotné zemědělské družstvo. Časem byla tvrz zcela opuštěna a zdevastována, ale po roce 2000 proběhla její rekonstrukce.

## Stavební podoba
Gotická tvrz byla obehnána vodním příkopem a vnějším valem. Z jejích staveb se dochovalo torzo brány část ohradní zdi v suterénu.  V 16. století byla k bráně přistavěna jednoprostorová plochostropá věž. Po polovině 16. století byla věž rozšířena přístavbou k západu. Následně byl přistavěn trakt vedoucí k severu. Tyto přístavby byly vybaveny v suterénu a prvním podlaží valenými klenbami.  Hlavní dvoupatrová budova tvrze má obdélníkový půdorys, nečleněné fasády a sedlovou střechu. Do sklepa se vstupuje renesančním pravoúhlým portálem. Podél nádvorní strany prvního patra vede pavlač.